# 8543 Цунемі
8543 Цунемі (8543 Tsunemi) — астероїд головного поясу, відкритий 15 грудня 1993 року.
Тіссеранів параметр щодо Юпітера — 3,602.
Названо на честь Цунемі (яп. つねみ(常深) цунемі).